# Francesco Mauro (Chemiker)

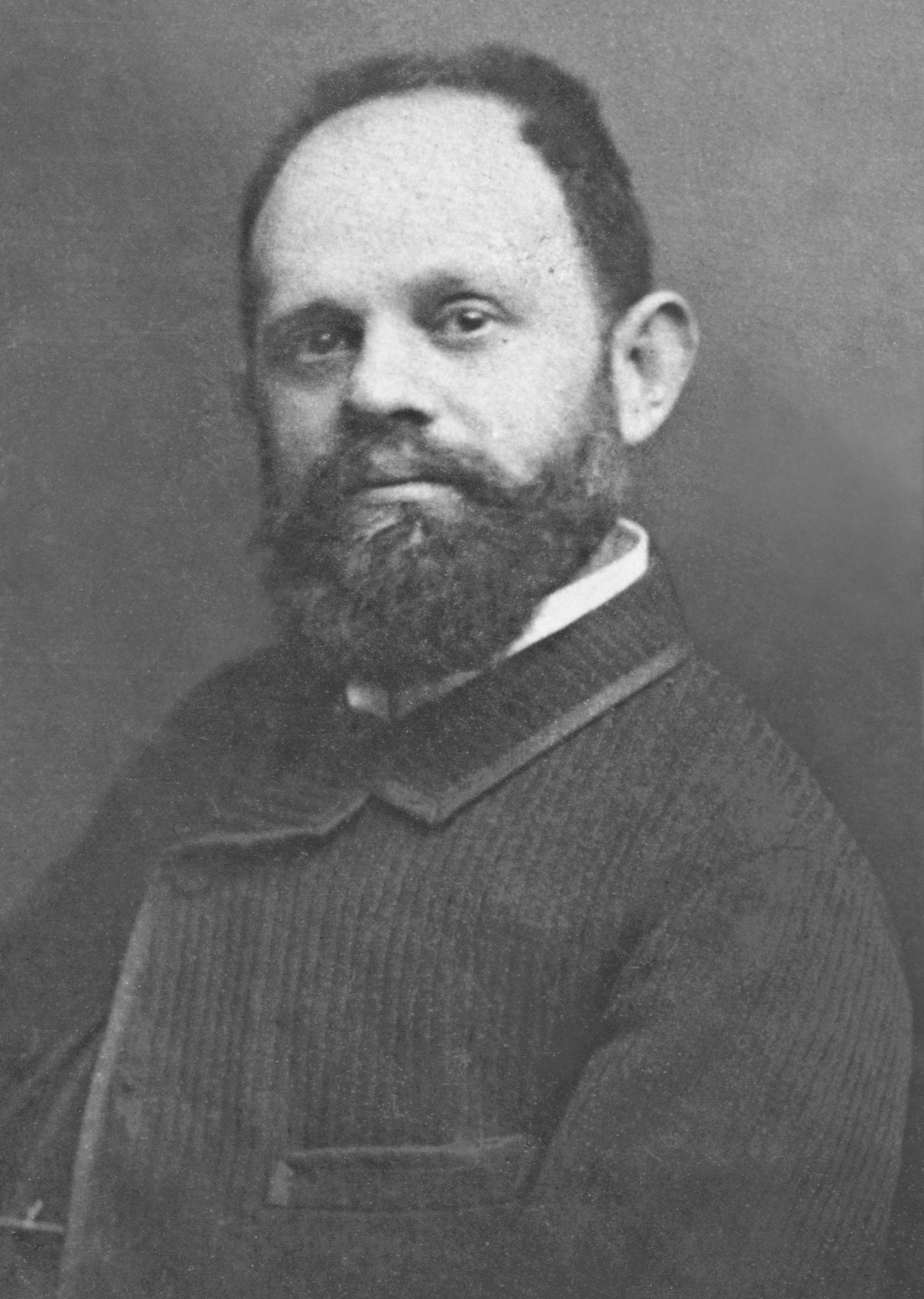
Francesco Mauro

Francesco Mauro (* 4. November 1850 in Calvello; † 5. April 1893 in Neapel) war ein italienischer Chemiker.

## Leben und Werk
Francesco Mauro wurde 1850 als Sohn des Anwalts Giovanni Mauro und seiner Frau Chiara Porcellini geboren. Schon mit dreizehn Jahren wollte er wie viele seiner Landsleute zu jener Zeit in die Vereinigten Staaten auswandern. Eine Epidemie, die auf dem Schiff ausbrach, zwang ihn allerdings in Marseille zur Umkehr in seine Heimatstadt.
Er studierte schließlich Chemie an der Universität Neapel, das er mit 23 Jahren abschloss. Nach einer Zeit als Assistent von Stanislao Cannizzaro übernahm er zunächst in Rom und später einen Lehrstuhl für Chemie in Neapel. Am 12. März 1883 wurde er dort zunächst zum außerordentlichen Professor ernannt und nach einigen Monaten zum ordentlichen Professor für Docimastische Chemie, die sich der Untersuchung von Erzen und metallischer Substanzen widmet, an derselben Schule ernannt. Ein Schwerpunkt seiner Arbeit war die chemische Charakterisierung von Mineralien. Zu Beginn der 1880er Jahre erweiterte Mauro sein Forschungsgebiet auf die Elementchemie, wobei er sich insbesondere mit dem Element Molybdän beschäftigte, das bis dahin nur wenig erforscht war.
1888 wurde er zum korrespondierenden Mitglied der Accademia dei Lincei gewählt. In diesem Jahr heiratete Mauro seine Frau Marguerite-Eugénie Didelot.  Das Paar hatte keine Kinder.  Am 5. April 1893 wurde er in seinem Laboratorium tot aufgefunden.

## Ehrungen
Francesco Mauro wurde mit dem Großkreuz des Ordens der Krone von Italien sowie dem Großkreuz des Ritterordens der hl. Mauritius und Lazarus ausgezeichnet.